# Jayden Reed
Jayden Reed (Naperville, Illinois; 28 de abril de 2000 ) es un jugador profesional estadounidense de fútbol americano, se desempeña en la posición de wide receiver en Green Bay Packers, en la National Football League (NFL).

## Carrera
Hizo su debut profesional con el equipo Green Bay Packers, lleva jugando una temporada, comenzó en el 2023.